# Stsスーパータイム
『stsスーパータイム』（エスティーエススーパータイム）は、1991年4月1日から1997年3月30日までサガテレビで夕方に放送されていた佐賀県向けのローカルワイドニュース番組（『FNNスーパータイム』の佐賀県ローカルパート）。

## 概要
1991年4月1日に、かつての『FNN stsニュースレポート』の後番組として放送を開始した。サガテレビでは初めてフジテレビと同じタイトルとなったが、本番組は『FNNスーパータイム』の扱いになっており、実際のオープニングタイトルはフジテレビと同じだった。オープニングはフジと同じアニメーションで背景はサガテレビ独自のものだった。
局の番組表では『stsスーパータイム』となっていた。
なお、1995年3月までは別枠扱いとなっていた佐賀新聞協賛『デイリーフラッシュ』も本番組の出演者で送り、県内ニュースの復習編という位置づけになっており、実質上60分枠はスタート時から確立されていた。同年4月からは正式に『デイリーフラッシュ』も本番組終盤のおまけ部分（即ち、オムニバス放送化）となった。

## ニュースキャスター

### 平日
- 池田昭剛
- 高木文恵

### 週末
- シフト勤務

## 放送時間
| 期間                                       | 期間      | 平日           | 土曜日        | 日曜日        |
| ------------------------------------------ | --------- | -------------- | ------------- | ------------- |
| 1991.4.1                                   | 1995.4.2  | 18:00 - 18:55  | 18:00 - 18:30 | 17:30 - 18:00 |
| 1995.4.3                                   | 1997.3.30 | 18:00 - 19:001 | 18:00 - 18:30 | 17:30 - 18:00 |
| - 1 直後番組『デイリーフラッシュ』を内包。 |           |                |               |               |